# Sekcja (wojsko)

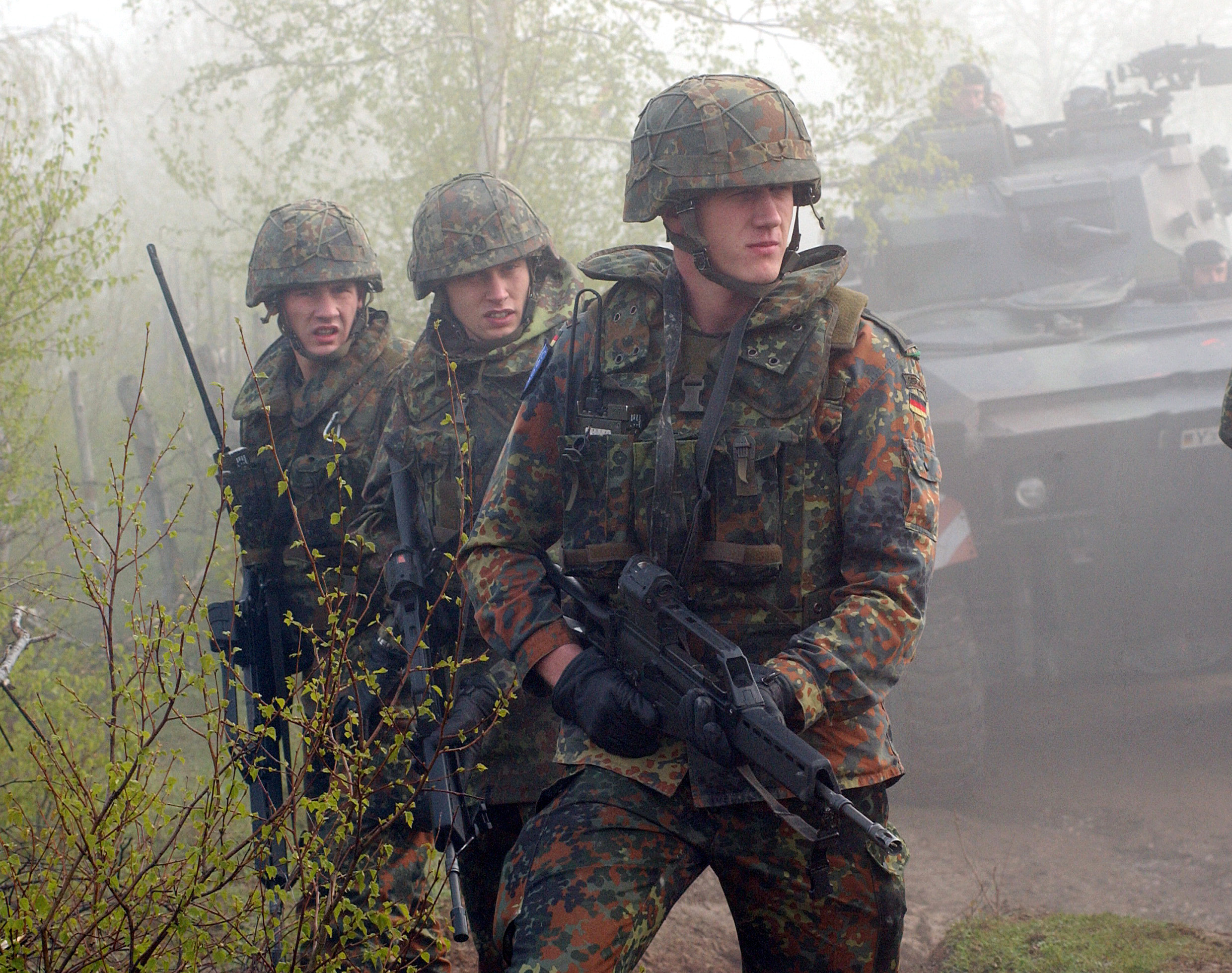
Sekcja armii niemieckiej

Oznaczenie sekcji piechoty wojsk własnych na mapach NATO

Sekcja – najmniejsza jednostka organizacyjna wojska będąca częścią pododdziału (drużyny lub plutonu). Także obsługa danego sprzętu bojowego.
Sekcją określa się również najmniejszą komórkę organizacyjną w dowództwach, sztabach oraz innych instytucjach wojskowych różnych szczebli. W takim ujęciu, może występować samodzielnie lub w składzie wydziału bądź oddziału.